# ローマ煉瓦
ローマ煉瓦（ローマれんが、英：Roman brick）とは、古代ローマ建築において使用された煉瓦の一種であり、ローマ人によって征服地にも広められたもの、またはそれに触発された近代の模倣的製品を指す。いずれの形式においても、現代の標準的な煉瓦に比べて、長く平たい形状を特徴としている。

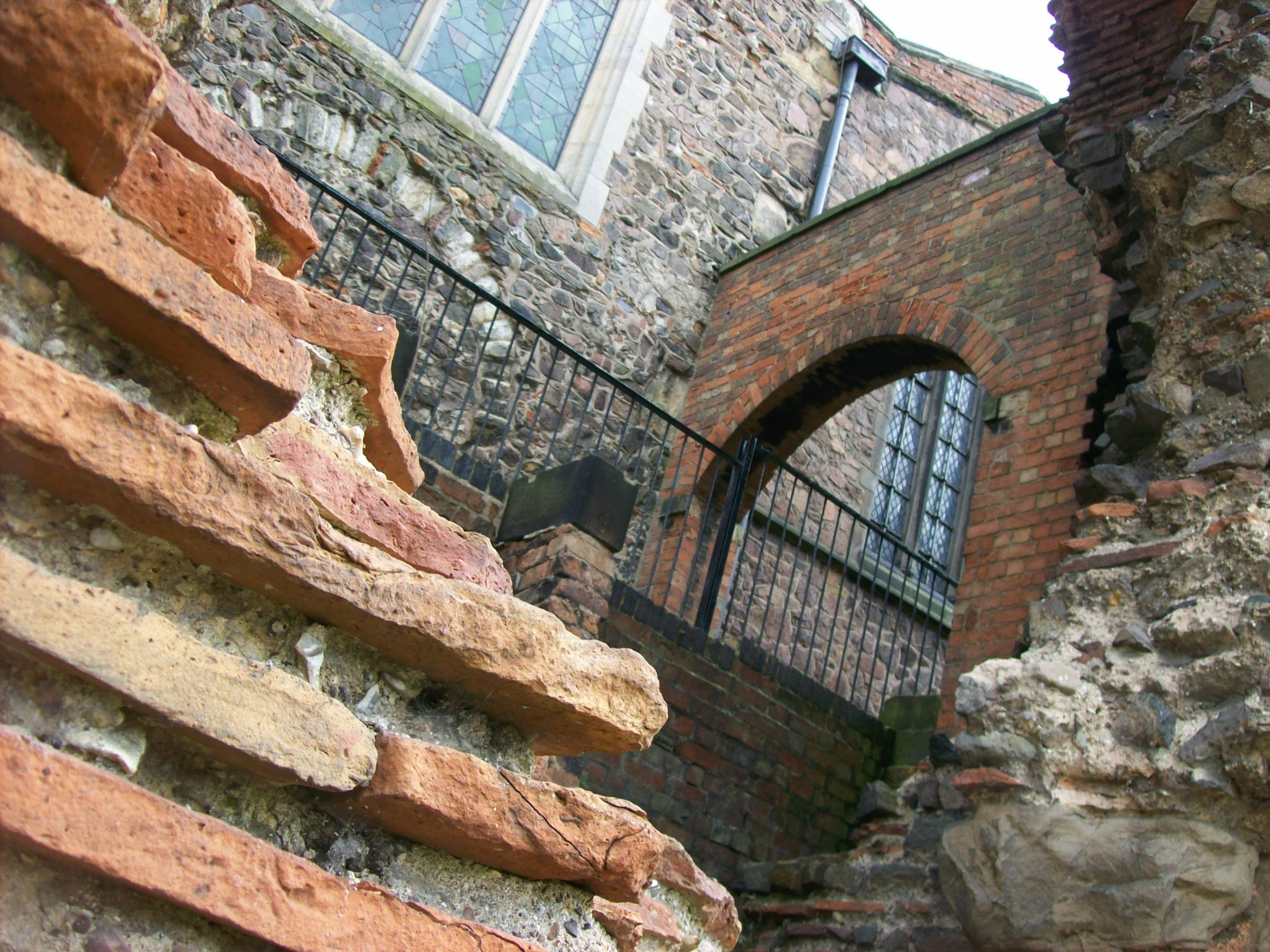
レスターのJewry Wallには、ローマ煉瓦が使用されている。背景に見える20世紀に補強のため設けられたアーチには、現代の煉瓦が用いられている。

## 歴史

### 古代
ローマ人が焼成粘土煉瓦を発展させたのは帝政期以降であり、それ以前には、日光のみによって乾燥させる泥煉瓦が使用されていた。この種の煉瓦は構造的に脆弱であり、小規模な建物にしか適していなかった。
焼成煉瓦の技術は、ギリシア人によって先行して開発されていた方法を取り入れるかたちで、アウグストゥス治下にローマで発展が始まった。ローマで焼成煉瓦が使用されたことが年代的に確認できる最も初期の建造物は、紀元前13年に完成したマルケルス劇場である。
窯によって煉瓦を乾燥させることで、乾燥時にひび割れが生じることを防ぐことが可能となった一方で、泥煉瓦は乾燥に長い時間を要し、製造時期が季節によって制約されるようになった。これに対して焼成による煉瓦生産は大量生産が可能であり、ローマにおける煉瓦製造の飛躍的な増加をもたらした。

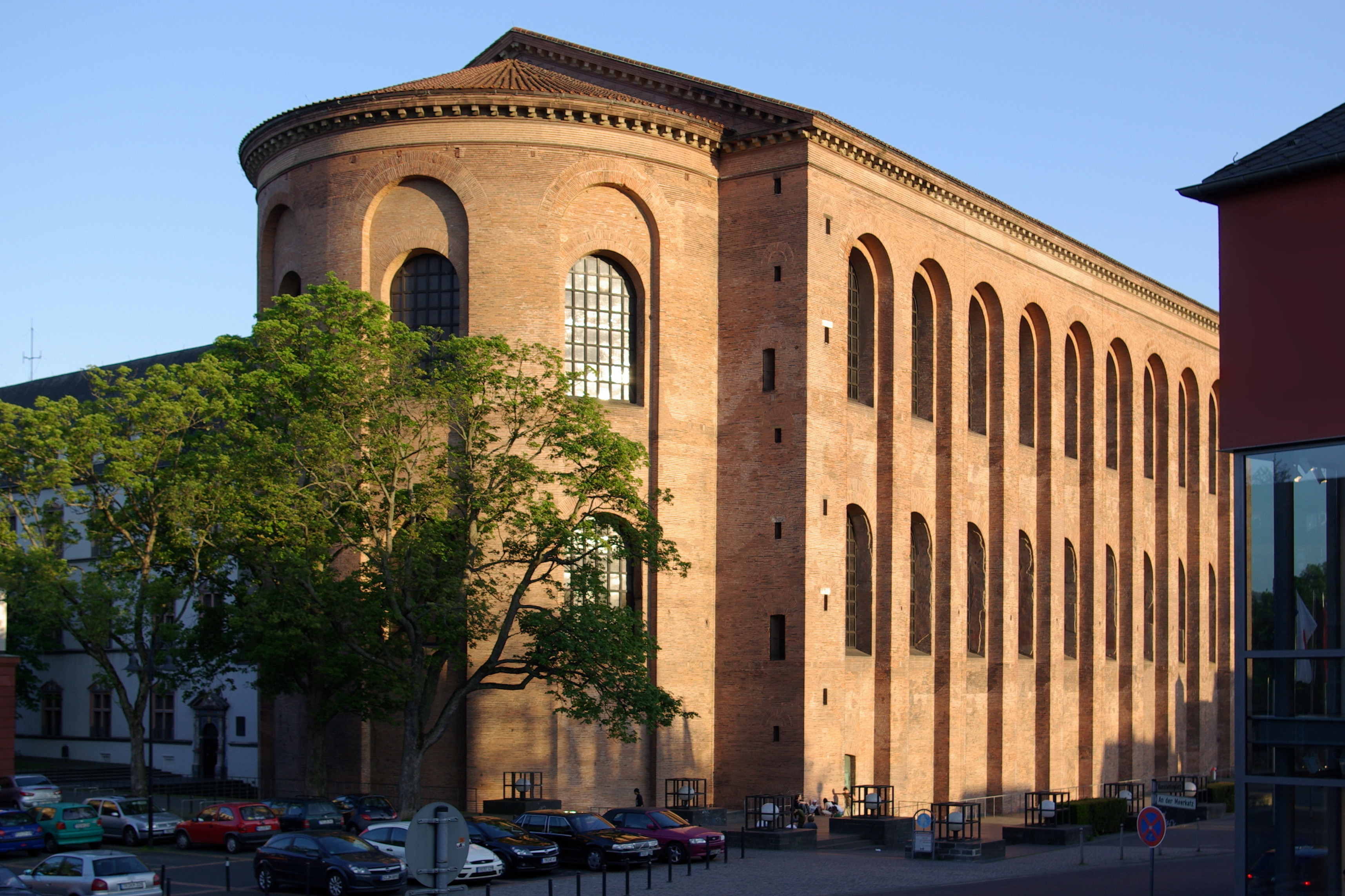
コンスタンティヌスのバシリカ

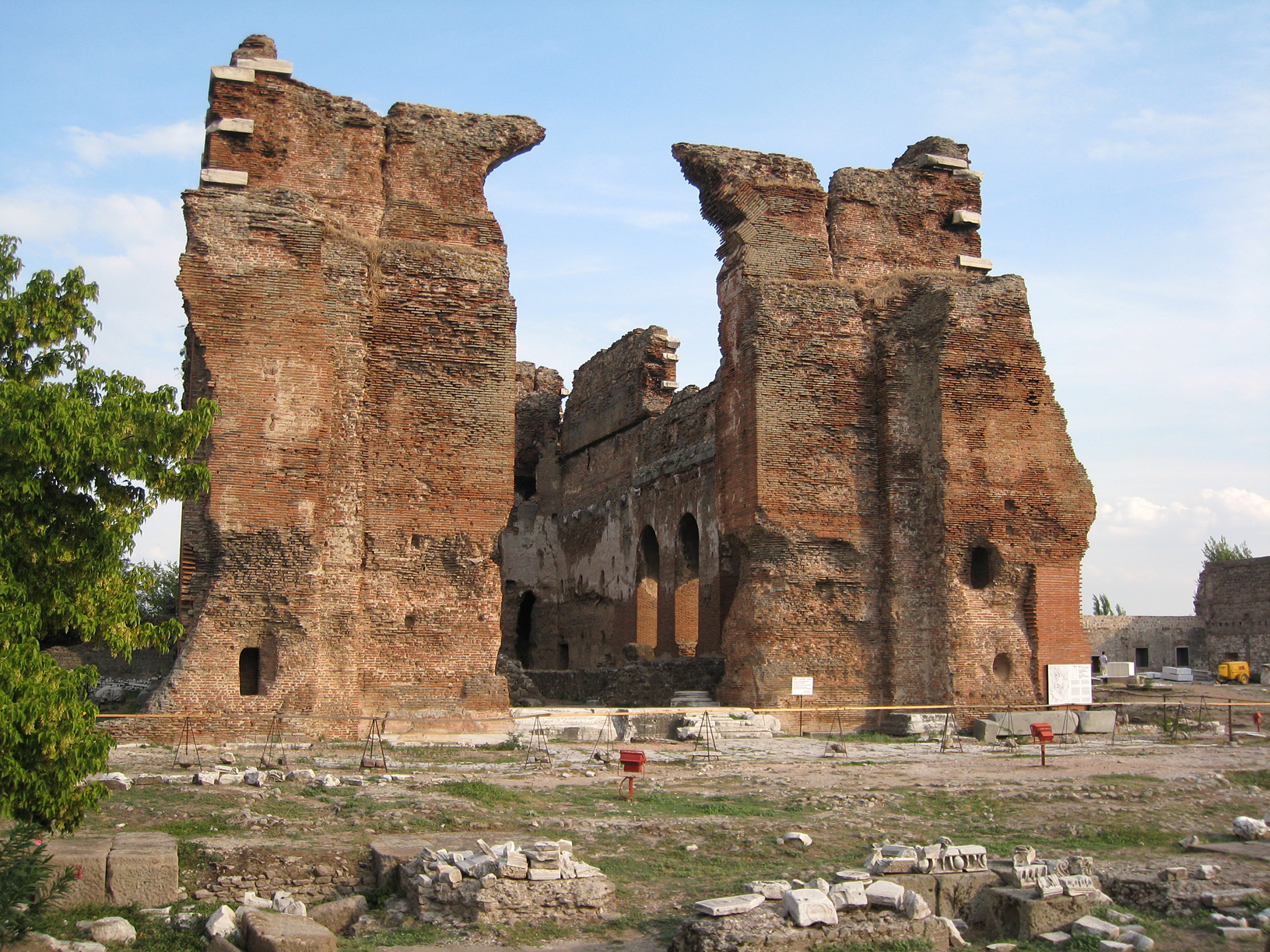
ペルガモンの Red Basilica

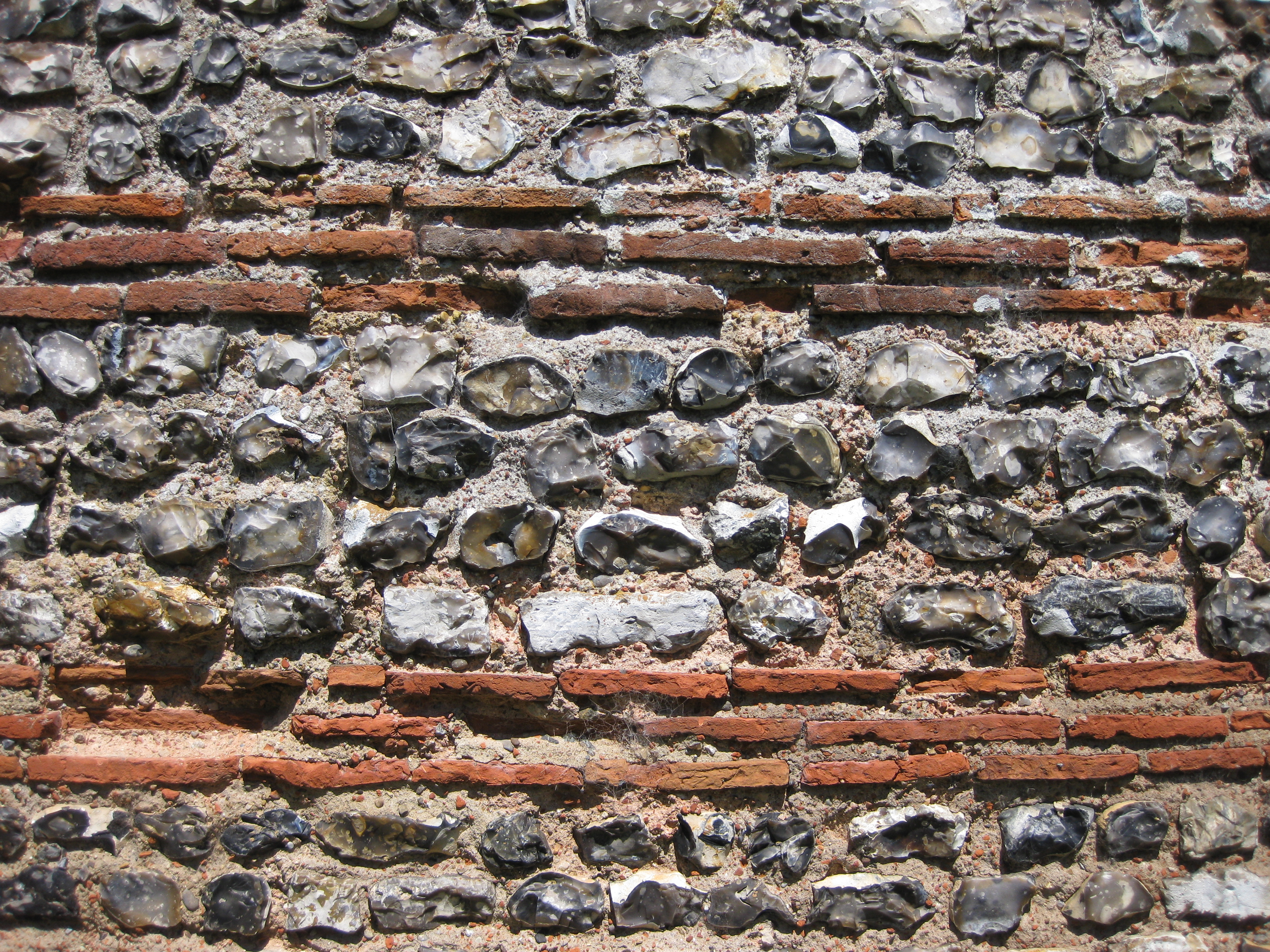
ローマ煉瓦を取り入れた壁

ローマ煉瓦は現代の煉瓦と比較して一般的に高さが低かったが、さまざまな形状と寸法で製造されていた。
形状には正方形、長方形、三角形、円形などがあり、最も大きなものでは長さ約91cmを超える煉瓦も確認されている。
古代ローマにおける一般的な煉瓦の大きさは約44.4cm × 29.6cmであったが、最大で約38cm程度の変種も多く見られた。他の例としては、約61cm × 30cm × 10cm、約38cm × 20cm × 25cmといった寸法の煉瓦も存在していた。フランスで出土したローマ煉瓦は約20cm × 20cm × 7.5cmであった。また、トリーアのコンスタンティヌスのバシリカは、約38cm四方で厚さ約3.8cmのローマ煉瓦によって築かれている。
なお、壁材として用いられたローマ煉瓦と、屋根材あるいは床材として用いられたタイルとの間に明確な差異が見られないことも多く、考古学者は「Ceramic building material」という包括的な用語を用いることがある。
ローマ人は帝政初期の1世紀に煉瓦製造の技術を完成させて公共建築・私的建築を問わず広範に使用したため、ローマ煉瓦の大量生産は公共建築事業の拡大を促進する要因となった。やがて、煉瓦産業は皇帝の管理下に置かれる帝室独占事業へと転化し、公共と私的領域との区別は次第に曖昧になっていった。
ローマ人は煉瓦製造の技術を征服地においても伝播させ現地住民に技術を広めたほか、ローマ軍団は移動式の窯を運用し、帝国各地に煉瓦製造を普及させた。また、ローマ煉瓦には製造を監督した軍団の刻印が施されている例が多い。こうした煉瓦は軍の活動地域や年代を示す手がかりとしても機能しており、ローマ軍の展開を示す地理的・年代的指標とされることもある。
ローマ煉瓦は、ペルガモンのRed Basilica、ローマのDomus Tiberiana、マクセンティウスのバシリカなど、著名な建築物の構築にも使用された。また、南ドイツおよび西ドイツ地域における煉瓦の使用はウィトルウィウスによって記述された建築技法にまで遡ることができるが、彼が言及しているのはおそらく日干し煉瓦であると考えられている。
ブリテン島では、ローマ人によるローマ煉瓦の導入後、約700年間にわたり大規模な煉瓦生産の空白期が続いた。
ローマ人は組積造による建築において、一定間隔ごとに薄い煉瓦の層を石積みに挿入することが多かった。これは、構造全体に安定性を与えるために行われたものであり、特に燧石のような不規則な形状の建材を用いる際に有効であった。煉瓦を挿入することで水平面を整える効果があった。また、この手法には壁面に多色的な外観を与えるという副次的な美的効果も伴っていた。
1530年代には、イングランドの古物研究家John Lelandが、地理的に離れた複数の地点でローマ煉瓦を確認し、それを「Briton brykes」という誤解を招く名称で呼びながらも、中世および近代の煉瓦と区別した。
この試みは考古学における類型学の初期の実践例の一つとされている。

### 中世

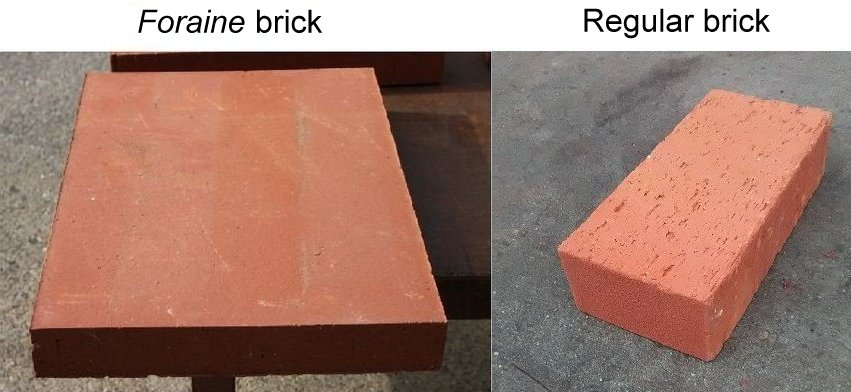
Foraineは仏トゥールーズ地方においてローマ煉瓦の形質を残している。

5世紀に西ローマ帝国が滅亡すると、ヨーロッパ各地の商業的な採石場の多くは放棄された。この結果、その後数百年にわたりローマ時代の建築資材を再利用するという傾向が一貫して見られるようになった。他のローマ建築石材と同様に、ローマ煉瓦もこの時期に再利用の対象となった。例えば、10世紀にはセント・オルバンズ修道院の修道院長らが、ローマ煉瓦を収集して自前の建築資材備蓄を確保していた。
ブリテン島において煉瓦の本格的な製造が再開された際、ローマ様式の煉瓦に見られる高さ約3.8cm～5cmの寸法は中世初期にかけて次第に増大していった。
古代ローマ帝国由来の煉瓦は、中世ヨーロッパおよびそれ以降の時代においても一般的に再利用された。このような再利用の事例は旧ローマ帝国の全域にわたって確認されている。特に建築資材が乏しいグレートブリテン島ではローマ時代の建造物が石材および煉瓦の供給源として採取され再利用された。
この種の再利用の具体例は、Brixworth、Corbridge、カンタベリーの聖マーティン教会、レスターの聖ニコラス教会、およびセント・オルバンズ大聖堂など、アングロ・サクソン建築の諸教会に見られる。

## 近現代

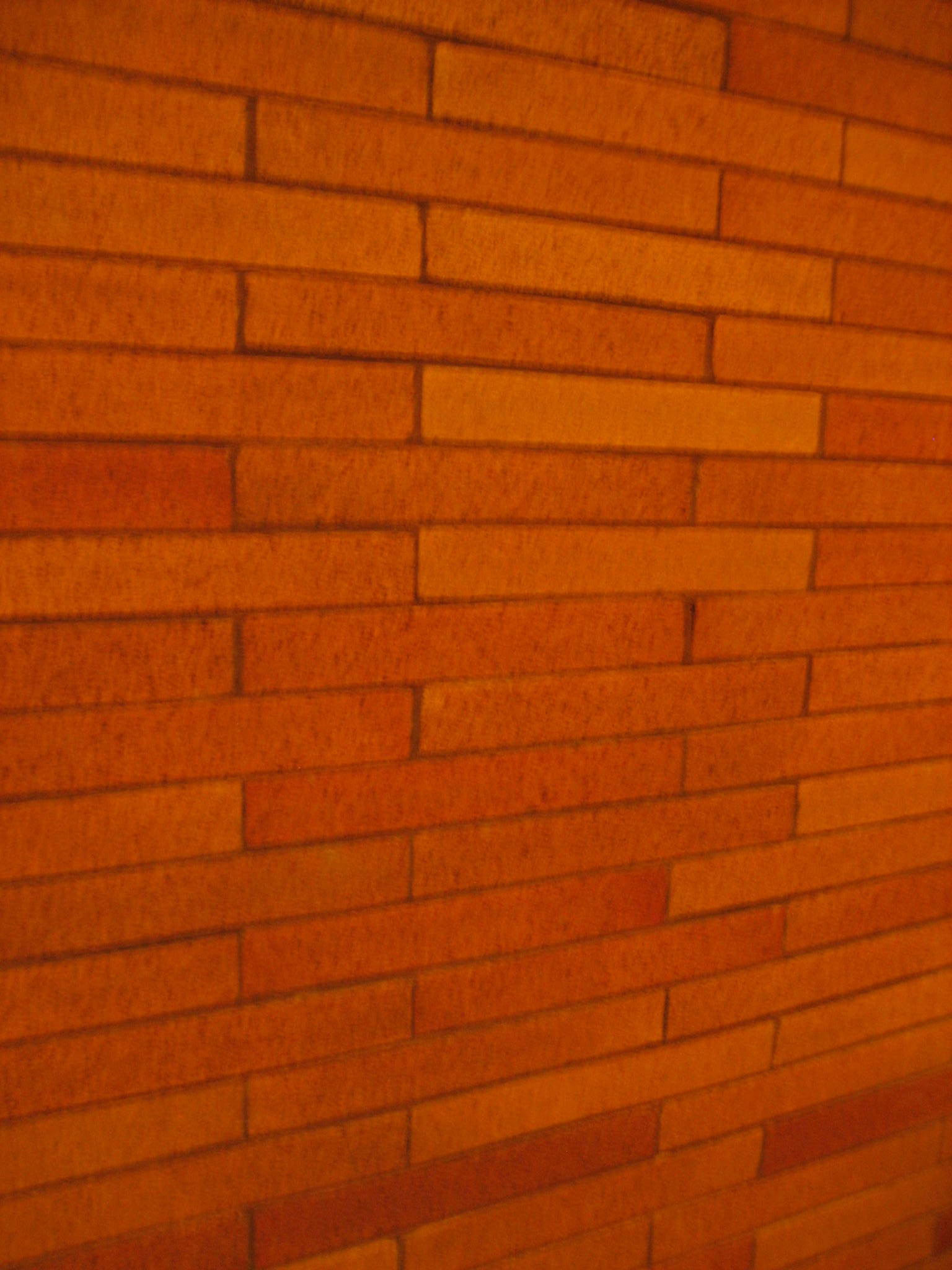
近代的なローマ煉瓦

現代における「ローマ煉瓦」は、20世紀初頭に導入された。これらは、他の現代的な煉瓦よりも一様に長く、平たい形状をしているが厳密な寸法の規格は存在しない。
20世紀初頭のアメリカ合衆国で使用されたものには、公称寸法が約10cm × 5cm × 30cmのものがあり、これは長さ・高さ・厚さの比率が6:2:1となり、一般的な現代煉瓦の比率であるおよそ4:2:1と比較して細長い形状である。また、約41cm × 15cm × 10cmの寸法を持つ例も知られている。需要の増加に伴い、各種の煉瓦が広く流通するようになり、現代の建築分野では十数種類以上の商業的に入手可能な煉瓦タイプが存在する。
2011年には、グラスゴーのローマン・ブリック・カンパニーが、高さ40・52・65・71mm、幅90・115mm、長さ290・365・440・490・600mmのラインナップで「ローマ煉瓦」を提供していた。

ローマ煉瓦は、アメリカ合衆国において建築設計事務所McKim, Mead, and Whiteによって導入された。かつて、ローマ煉瓦はアメリカで入手しやすい三種の煉瓦のうちの一つであり、他の二種は「スタンダード」および「ノーマン」であった。スタンダードの寸法は約9cm × 6cm × 19cm、ノーマンは約10cm × 7cm × 30cmである。また、1920年までには建築家および施工者向けに一般的に入手可能な煉瓦として、ローマ、ノーマン、スタンダード、イングリッシュ、スプリットの少なくとも5種類が存在していた。

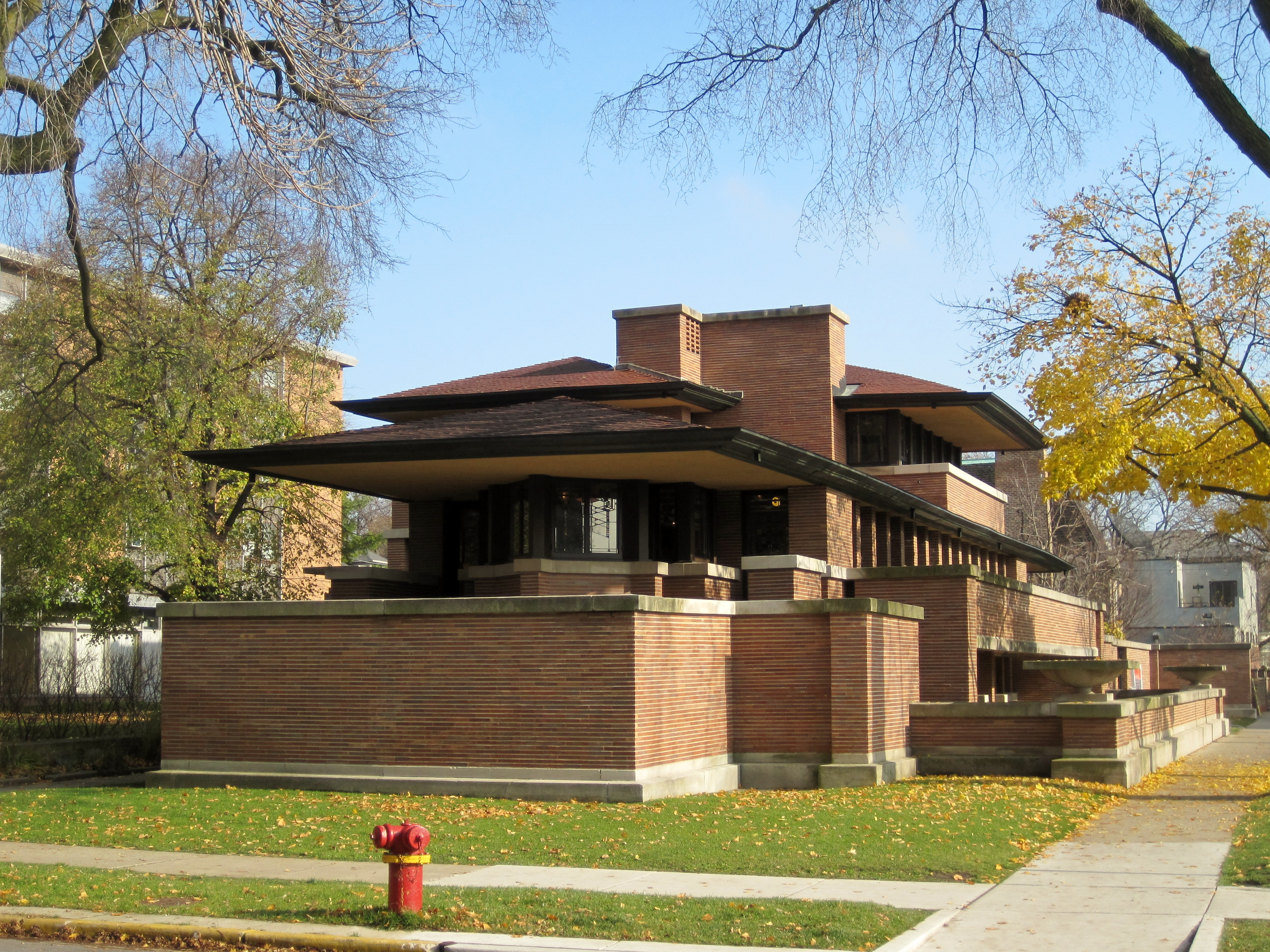
シカゴのRobie House

フランク・ロイド・ライトは、シカゴのRobie Houseの設計においてローマ煉瓦を用いたほか、自身の草原様式の住宅の多くでもこの煉瓦を好んで使用した。
Robie Houseのために、ライトは後に「Pennsylvania Iron Spot Roman brick」として知られることになる煉瓦を選定し、自らセントルイスまで赴いて選んだ。
ライトの組積造におけるローマ煉瓦の使用は、彼の草原様式建築に共通する水平線の強調を、さりげなくかつ効果的に際立たせた。さらにこの水平性を強調するため、煉瓦と対照的な色の横目地（水平モルタル継ぎ目）を奥まった形で施す手法が用いられた。一方、縦目地（垂直方向の継ぎ目）は、モルタルを煉瓦と同色かつ表面と同一レベルに仕上げることで、視覚的な存在感を抑えている。
近年では、ライトおよび草原様式派の建築家による作品を修復・保存しようとする史跡保護活動の中で、ローマ煉瓦の入手が困難な課題となっている。

## 古代におけるローマ煉瓦への刻印

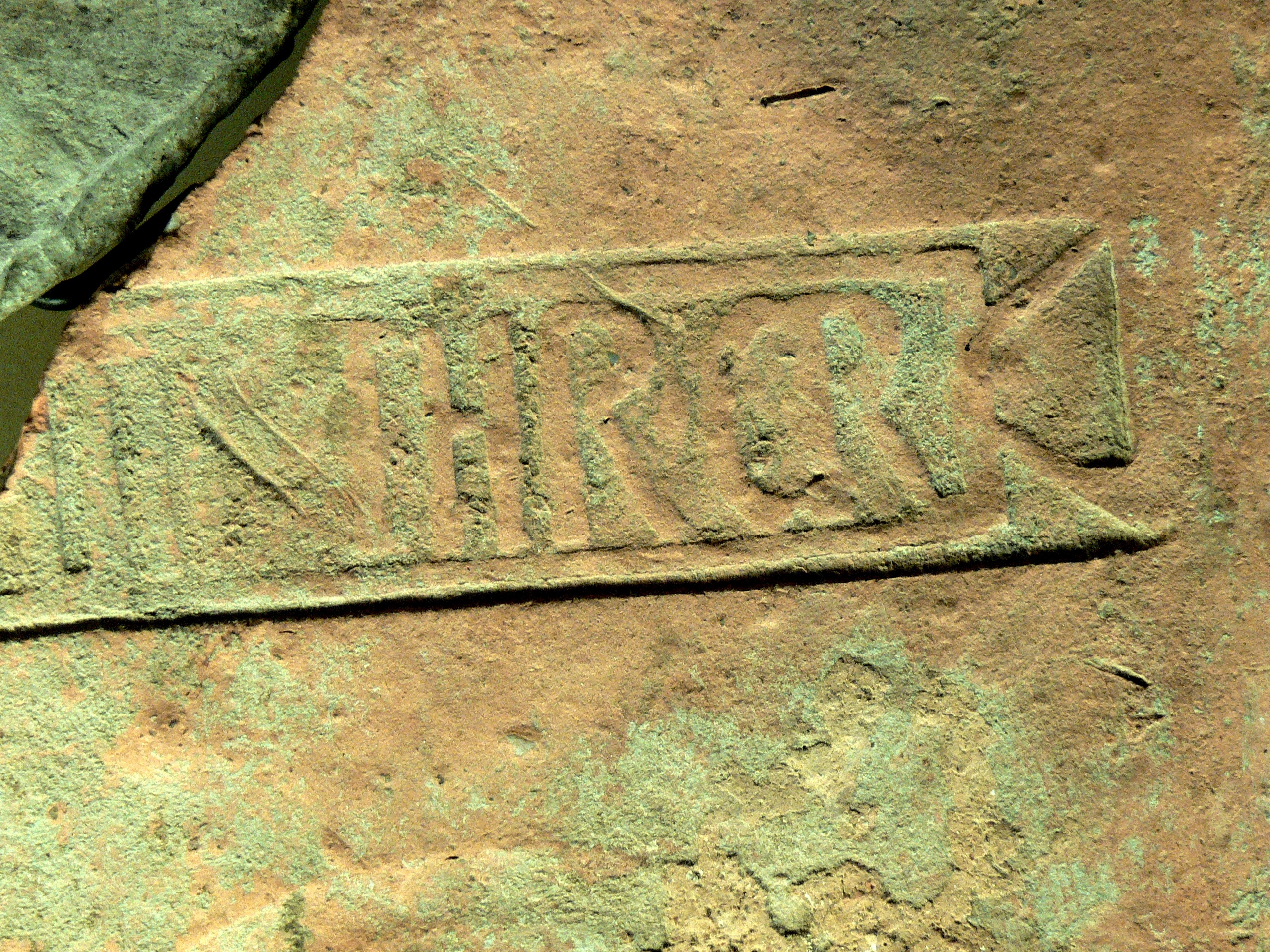
ローマ煉瓦への刻印

紀元前1世紀中頃から、ローマの煉瓦製造者は自らの製品に固有の識別用の刻印をつけ始めた。初期のこれらは非常に簡素で、個人名や煉瓦が製造された煉瓦工場の名称など最小限の情報のみを含んでおり、煉瓦を焼成する前の湿った粘土に木製または金属製の型を押し当てて刻印された。また、多くの裕福な地主が自領内の粘土鉱床を利用して煉瓦生産を始めたため焼成煉瓦は主要な建材として普及し煉瓦生産者の数は急増した。それに伴い刻印も次第に複雑化し、名義も多様化していった。
紀元110年には、刻印に当該年度の執政官名が初めて含まれるようになり、これにより現代の研究者は煉瓦の製造年を特定することが可能となっている。
これらの刻印は、かつては考古学的遺物というよりも珍品として見なされていたが、現在では古代ローマにおける煉瓦需要の実態を知る手がかりとして重要視されている。刻印された日付により、煉瓦の製造年代が明らかとなり、それが年代順の整理に資するからである。今日では煉瓦への刻印は注意深く記録されており、その記録と建築的文脈の分析を組み合わせることで、古代ローマ建築の信頼性の高い年代測定法が確立されつつある。加えて、刻印は古代ローマの歴史全般における時代区分の決定にも有効な資料となっている。

## 古代のローマ煉瓦工場
ローマ時代の煉瓦の大部分は専用の煉瓦工場で製造されていた。これらの工場は通常、粘土鉱床へのアクセスを有する裕福な家系の所有する大規模農園内に設置されていて、一般的に中下層階級が煉瓦製造工程の監督、奴隷身分が実際に煉瓦を製造する労働者となった。また、男性・女性・子供のいずれもが、それぞれ、製造者として異なる立場で煉瓦生産に従事していた。
刻印には、地主、監督、製造された煉瓦工場の名称、そして当時の執政官名などが刻印されていた。
また、1日に製造できる煉瓦の数量には規制が設けられており、その上限を超えた分については公共資産と見なされる仕組みとなっていた。
ローマ皇帝マルクス・アウレリウスの母であるDomitia Calvillaが所有していた煉瓦工場が、ローマの北方約40マイルに位置するボマルツォで発見されている。

## 展示

ローマ時代に煉瓦の生産が行われていたアウクスブルク近郊のローマ煉瓦工場
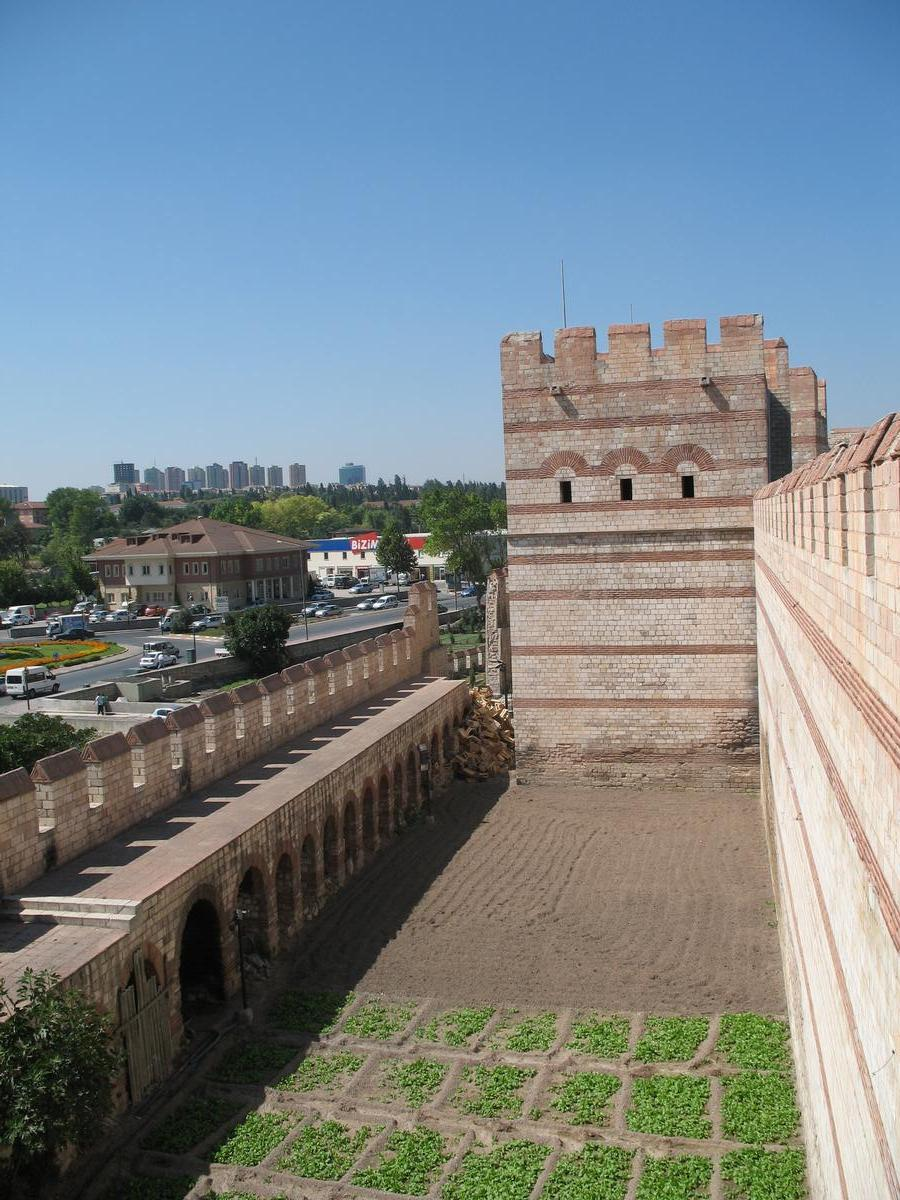
複数層にわたる煉瓦積み構造が見られるコンスタンティノープルの城壁
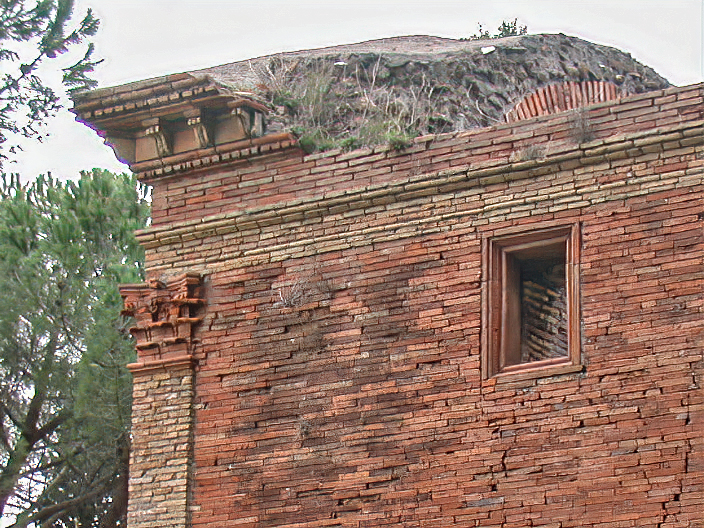
ローマのアッピア街道沿いにあるローマ煉瓦を用いた墓所

## さらに読む
- Brick Industry Association, "Technical Notes on Brick Construction - Number 10, Dimensioning and Estimating Brick Masonry", (Technical Notes Archived 2011-08-25 at the Wayback Machine.), Reston, VA, February 2009.
- Brodribb, Gerald (1987). Roman Brick and Tile. Gloucester: Alan Sutton. ISBN 0-86299-363-6
- Kurzmann, Renate (2005). “Soldier, Civilian and Military Brick Production”. Oxford Journal of Archaeology 24 (4):  405–414. doi:10.1111/j.1468-0092.2005.00243.x.  オリジナルの2012-10-16時点におけるアーカイブ。.
- Peacock, D. P. S. (1973). “Forged Brick Stamps from Pevensey”. Antiquity 47 (186):  138–40. doi:10.1017/S0003598X00104016.
- Schmidts, Thomas (2018). Gestempelte Militärziegel außerhalb der Truppenstandorte. Untersuchungen zur Bautätigkeit der Armee in den Provinzen des Römischen Reiches [Stamped military bricks outside the troop locations. Investigations into the building activities of the army in the provinces of the Roman Empire]. Studia Archaeologica Palatina, vol. 3. Wiesbaden: Harrassowitz, ISBN 978-3-447-10998-7.
- Warry, P. (2006). Tegulae: Manufacture, Typology and Use in Roman Britain. Oxford: Archaeopress